# La Coronada
La Coronada är en ort i Spanien.   Den ligger i provinsen Provincia de Badajoz och regionen Extremadura, i den centrala delen av landet, 240 km sydväst om huvudstaden Madrid. La Coronada ligger 349 meter över havet och antalet invånare är 2 316.
Terrängen runt La Coronada är platt, och sluttar norrut. Runt La Coronada är det ganska glesbefolkat, med 21 invånare per kvadratkilometer. Närmaste större samhälle är Villanueva de la Serena, 12,7 km nordväst om La Coronada. Trakten runt La Coronada består till största delen av jordbruksmark.